# Rhea Haines
Rhea Haines (2 de octubre de 1894 – 12 de marzo de 1964) fue una actriz estadounidense de cine mudo nacida en Indiana.

## Biografía
Haines fue la protagonista de la compañía cinematográfica del actor Hobart Bosworth. Ella aparecía en películas que eran protagonizadas por Lillian Gish, Dorothy Gish, y Mack Sennett. En 1920 apareció en Mary Ellen Comes to Town y en Always Audacious producido por Paramount Pictures. En ese mismo año Haines actuó en The Master Stroke producido por Vitagraph y Smiling All The Way de D.N. Schwab. En 1921, Haines  apareció en Uncharted Seas producido por Metro Pictures.
En Mary Ellen Comes To Town, apareció juntó con Dorothy Gish, Ralph Graves, y Charles Gerrard. La película fue dirigida por Elmer Clifton.
Haines se asociaba muchas veces con D.W. Griffith y al Teatro de Bellas Artes. Haines se retiró del mundo del cine durante la década de 1920. Haines se casó con el abogado Thomas Case.
Haines murió en Los Ángeles, California en 1964, a los 69 años, de causas desconocidas.

## Filmografía
- John Barleycorn (1914)
- An Odyssey of the North (1914)
- Burning Daylight: The Adventures of 'Burning Daylight' in Alaska (1914)
- The Pursuit of the Phantom (1914)
- The Country Mouse (1914)
- Buckshot John (1915)
- Little Sunset (1915)
- The Beachcomber (1915)
- The Chalice of Sorrow (1916)
- Nina, the Flower Girl (1917)
- Hands Up! (1917)
- The Man from Painted Post (1917)
- Turning the Tables (1919)
- Scarlet Days (1919)
- Runnin' Straight (1920)
- Mary Ellen Comes to Town (1920)
- Always Audacious (1920)
- Uncharted Seas (1921)